# Хорогор (река, впадает в море Лаптевых)
Хорогор (Снеговая, в верхней половине — Хорогор-Юряге или Хорогор-Юрэгэ) — река, впадает в море Лаптевых, протекает по территории Булунского района Якутии в России. Длина реки — 41 км.

## Описание
Хорогор начинается на высоте 312 м над уровнем моря от слияния верховий на склонах Хараулахского хребта. Около истока течёт на юго-запад, потом на высоте 222 м над уровнем моря сворачивает на юго-восток, в нижней половине после поворота на восток пересекает Приморский кряж. В низовье течёт преимущественно на северо-восток по заболоченным землям до перешейка Колычева северо-восточнее посёлка городского типа села Тикси, впадая в лагуну Степаненко (Хорогор-Кюель) на юге залива Неелова (Западной губы) моря Лаптевых.

## Данные водного реестра
По данным государственного водного реестра России, Хорогор относится к Ленскому бассейновому округу, водохозяйственный участок реки — Лена от водомерного поста у села Кюсюр и до устья, речной подбассейн реки — Лена ниже впадения Вилюя до устья. Речной бассейн реки — Лена.
Код объекта в государственном водном реестре — 18030900312117500022805